# Związek gmin Neckargemünd
Związek gmin Neckargemünd – związek gmin (niem. Gemeindeverwaltungsverband) w Niemczech, w kraju związkowym Badenia-Wirtembergia, w rejencji Karlsruhe, w regionie Rhein-Neckar, w powiecie Rhein-Neckar. Siedziba związku znajduje się w mieście Neckargemünd, przewodniczącym jego jest Horst Althoff.
Związek zrzesza jedno miasto i trzy gminy wiejskie:
- Bammental, 6 468 mieszkańców, 12,16 km²
- Gaiberg, 2 704 mieszkańców, 4,15 km²
- Neckargemünd, miasto, 13 905 mieszkańców, 26,15 km²
- Wiesenbach, 3 071 mieszkańców, 11,13 km²